# تايم وورنر كيبل
تايم وورنر كيبل (بالإنجليزية: Time Warner Cable)‏ هي شركة أمريكية تُقدِّم خدمات الكيبل (طريقة للوصول للإنترنت والتلفاز في الولايات المتحدة) تأسست عام 1989 ويقع مقرها في نيويورك. تقدم الشركة خدماتها في 29 ولاية أمريكية.

## وصلات خارجية
- الموقع الإلكتروني